# Zákoutí (významný krajinný prvek)
Zákoutí je významný krajinný prvek nacházející se západně od krajské metropole Pardubic v sousedství obcí Svítkov, Srnojedy, Rosice a Rybitví. Agentura ochrany přírody a krajiny České republiky vede tuto lokalitu pod identifikačním kódem 06021.

## Poloha
Významný krajinný prvek Zákoutí zahrnuje východní část slepého říčního ramene nacházejícího se u pravého břehu Labe v severozápadní části Pardubic na rozhraní katastrů Svítkov, Srnojedy, Rosice a Rybitví. Východním okrajem se dotýká zástavby Rosic, severní okraj zasahuje do blízkosti průmyslové zóny Semtín. Přístupné je z asfaltové komunikace spojující Rosice se Svítkovem. V době vyhlášení dosahovala rozloha území 15,0005 ha.
V blízkosti se nachází další významný krajinný prvek Rumlovo labiště.

## Přírodní podmínky
Předmětem ochrany je část slepého říčního ramene, tzv. labiště, které je bez ohledu na způsob vzniku charakteristické pro polabskou přírodu. Zákoutí je významným biocentrem, ve kterém se zachovala cenná původní společenstva rostlin a živočichů. Jedná se o doposud průtočný dvojitý meandr, který je na východním konci napojen na hlavní tok Labe pomocí kanálu a na západním přímo. Částečně vznikl již při úpravách toku Labe ve dvacátých letech dvacátého století, zcela oddělen od hlavního toku byl pak v letech padesátých. Lokalita je významná především kvůli květeně. Vzhledem k málo zarostlým břehům se zde daří druhům, které v okolí již vymizely. Východní část je částečně zanesena a daří se zde rákosu obecnému, zblochanu vodnímu a orobinci širokolistému. Na volné hladině se zde vyskytuje leknín bílý, stulík žlutý, nalézt je tu ovšem možné též například leknín bělostný (Nymphaea candida) či voďanku žabí květ (Hydrocharis morsus-ranae).
V pobřežních křovinách rostou různé druhy ostřic, chmel otáčivý, kosatec žlutý, šmel okoličnatý a poměrně vzácná nadmutice bobulnatá. Na chráněném území byl zjištěn výskyt potenciálně ohroženého šídla červeného (Anaciaeschna isosceles, jedna ze čtyř známých lokalit v okrese Pardubice) a šídla královského (Anax imperator).

## Ochrana přírody
Zákoutí je významným krajinným prvkem vyhlášeným magistrátem města Pardubic (čj. ekol/538/94/Ves/Sc) stejně jako slepé rameno Jarkovského jezero nacházející se asi 0,5 km východně.

## Galerie

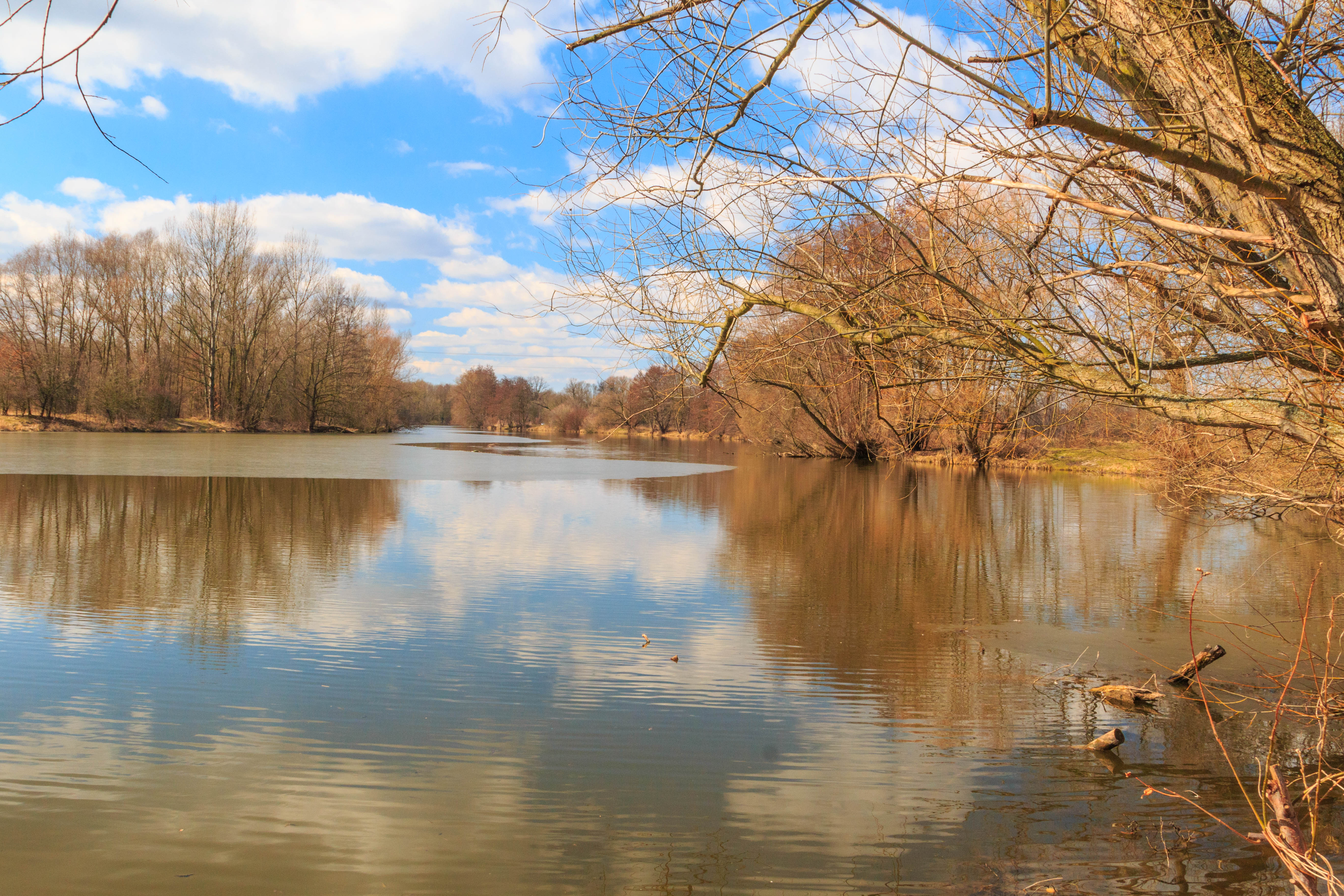
Pohled na Zákoutí u Pardubic
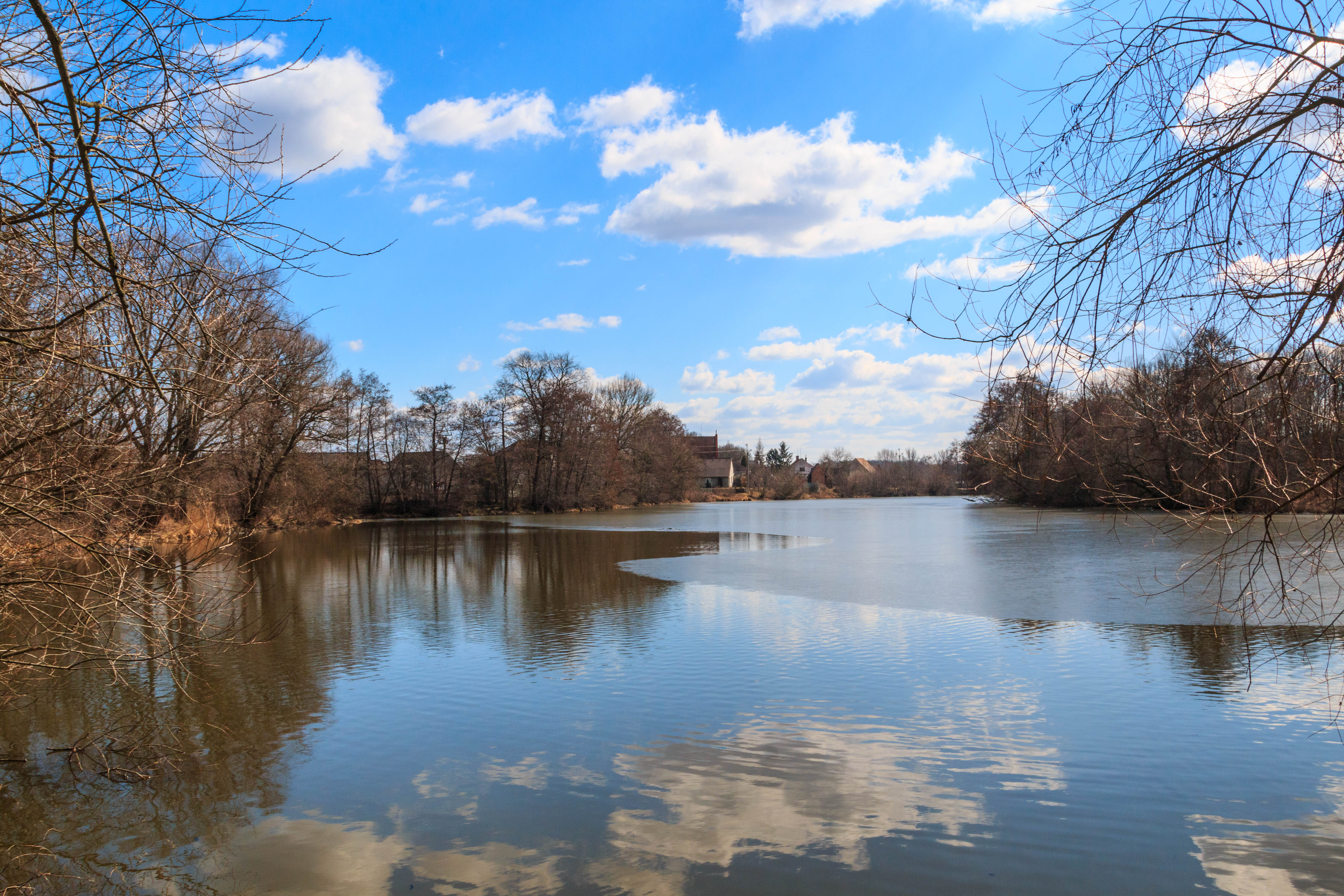
Pohled na Zákoutí u Pardubic
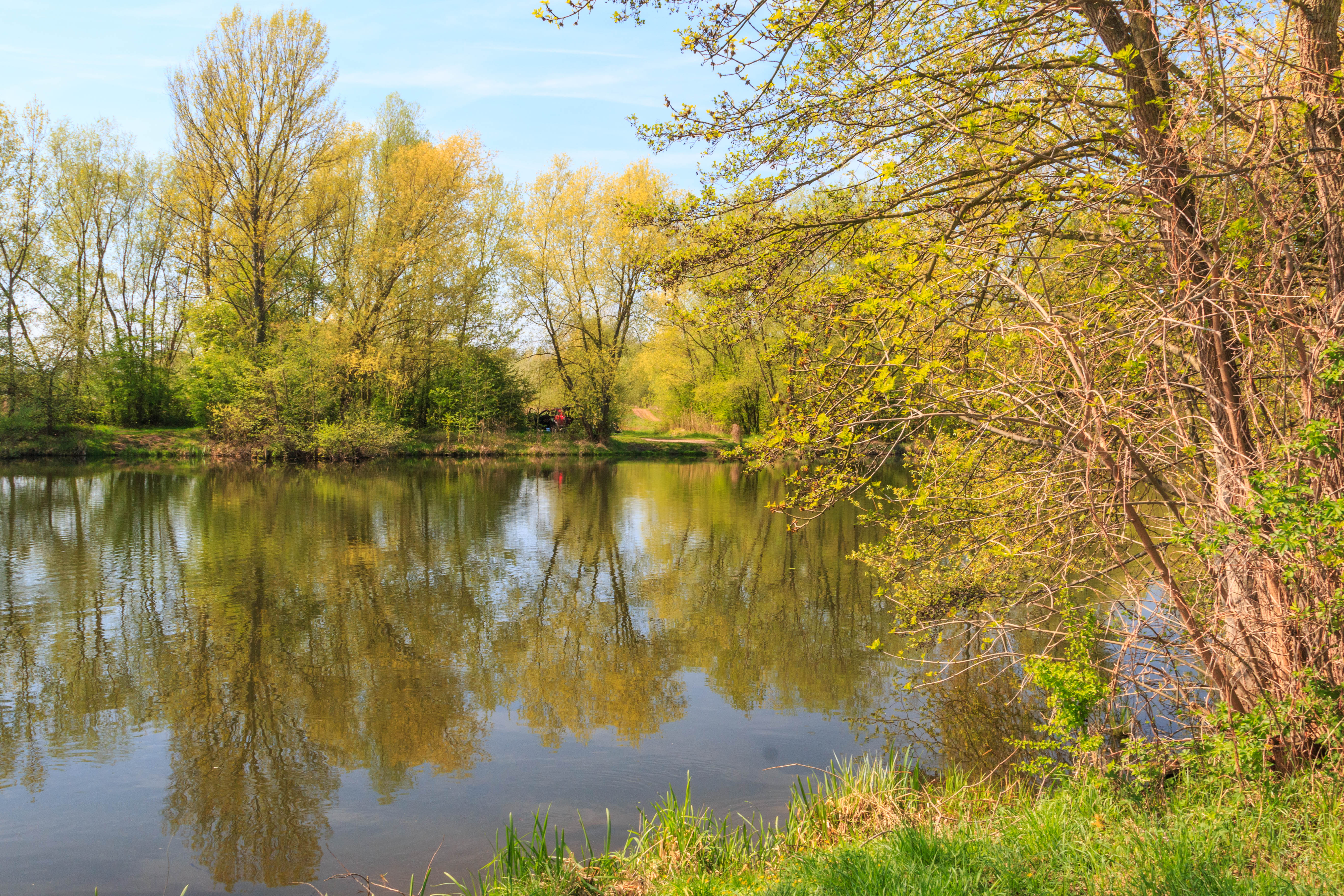
Pohled na Zákoutí u Pardubic
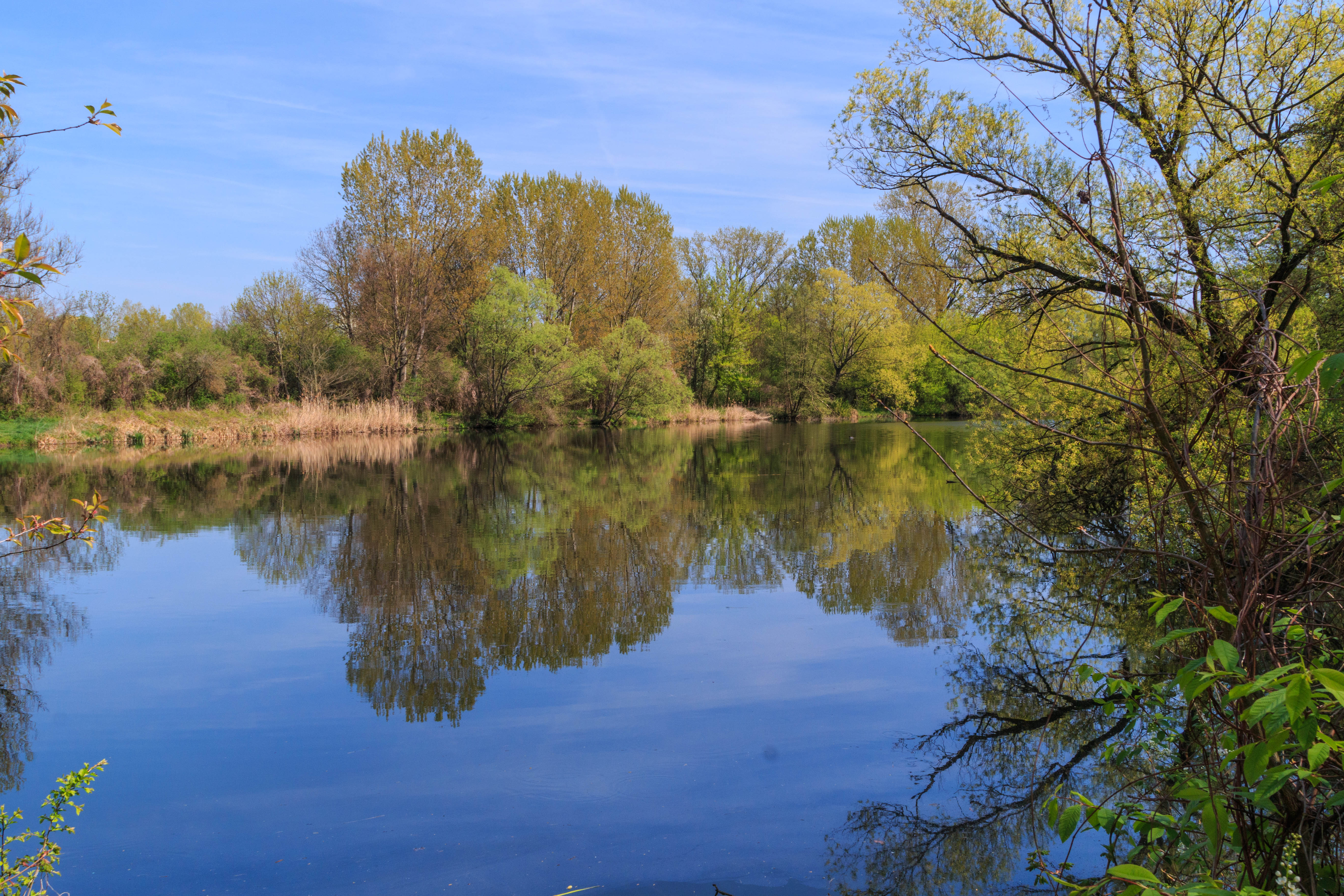
Pohled na Zákoutí u Pardubic